# La Secreta (banda)
La Secreta es una icónica banda paraguaya de folk rock de amplia difusión en Paraguay, años luego de su formación, en 2004, hasta su disolución en 2012. Siete años después, en 2019, la banda volvió a reunirse para participar del Cosquín Rock Paraguay 2019.

## Trayectoria
La Secreta se formó a comienzos del año 2004 por sus dos principales miembros, Sergio "Banana" Pereira y Mike Cardozo, quienes, junto con Ariel Burgos, serían los únicos tres miembros que aparecerían a lo largo de los tres álbumes de la banda, destacándose Cardozo como principal compositor en la mayoría de las canciones propias, a pesar de que Pereira, Burgos, Jiménez y Todisco (en el primer álbum) también participarían en la composición de canciones, pero en menor medida.
En noviembre de 2004 lanzan su primer material llamado "Gratis es más rico", producido de manera independiente, y donde ya se puede apreciar la fusión entre el folklore y el rock que proponía la banda. El disco cuenta con 10 canciones inéditas compuestas por los miembros de la banda, entre las que se destacan "Soldado del Divague", "Jodete", "Agua que Cae" o "El Loco"; canciones que hoy en día son grandes clásicos del Rock de Paraguay.
En 2005 comparten escena con importantes bandas como Catupecu Machu, Árbol, Área 69, entre otras. Ese mismo año comienzan a preparar lo que sería su segundo álbum de estudio, "Alma de Cuero", disco que es lanzado en 2006 con el sello Kamikaze Records; uno de los sellos discográficos más representativos para el rock paraguayo.
A mediados de 2007 participan del famoso festival Pilsen Rock, y compartieron escena con la brasileña Gal Costa en el teatro del Banco Central.
En 2009 son invitados al 6º Festival América do Sul en la ciudad de Corumbá, Brasil donde compartieron escenario con Os Paralamas do Sucesso, entre otros artistas. Mientras tanto, continuaban con la preparación del que sería su tercer y último álbum "Demasiado", disco que sería lanzado en 2011, que contaría con 17 temas, propios y versiones de artistas internacionales como Bob Marley y Nirvana, así como un cover del músico paraguayo Maneco Galeano. Además, este disco contaría con un gran aporte del guitarrista y requintista Juan Cancio Barreto, y tendría una gran aceptación en el público y medios nacionales, e internacionales.
En 2011 comparten escenario con el mítico Charly García en su concierto en el complejo Rakiura, donde también se presentan otros importantes artistas como Emmanuel Horvilleur, Salamandra o Bohemia Urbana. Además se presentan en la ciudad de Oberá, en Argentina.
Por otra parte, La Secreta también se presentó en los festivales del Bicentenario, lo que acrecentó en gran medida la cantidad de seguidores de la banda, así como también en los festivales "Guasú Vy'ara", y la 39 edición del Festival del Lago Ypacarai.

## Separación y proyectos posteriores
En junio de 2012 la banda ofreció su último concierto, para luego quedar disuelta hasta hoy día. Posteriormente, los exmiembros de La Secreta continuarían haciendo música con otros proyectos; Sergio Pereira, por ejemplo, formaría su proyecto Banana Pereira y La República un año después de la disolución de La Secreta, donde también contaría con la participación de Ariel Burgos, y en 2014 lanzaría su primer álbum, "Manifiesto". Posteriormente, Pereira lanzaría en 2018 su segundo trabajo solista, "Surfista del Raudal", disco donde tuvo como invitado a Juan Cancio Barreto en la canción "Aviador del Chaco".
Por otro lado, Mike Cardozo, quien antes de La Secreta ya había integrado Violent Blue, con disco incluido, pasaría a formar entre 2013 y 2014 Mike Cardozo & Da Fakinshi, junto a Gonzalo Resquin, otro ex La Secreta, para en 2016 lanzar su álbum "Kul", además de continuar trabajando de productor y compositor.

## Reunión y Cosquín Rock Paraguay 2019
A mediados de 2019 la banda anunció que volvió a reunirse para participar del segundo Cosquín Rock que se realizaría en Paraguay, en setiembre del mismo año, evento donde compartiría escena con bandas y artistas como No Te Va Gustar, Babasónicos, Molotov, Miss Bolivia, entre otros tantos internacionales, así como también con bandas paraguayas de trayectoria, como Flou o Paiko, por ejemplo.

## Discografía
- 2004: Gratis es más rico
- 2006: Alma de cuero
- 2011: Demasiado